# Jacqueline Cabaj Awad
Jacqueline Cabaj Awad (* 28. Januar 1996) ist eine schwedische Tennisspielerin.

## Karriere
Cabaj Awad spielt bislang fast ausschließlich auf Turnieren der ITF Women’s World Tennis Tour, bei der sie bislang zehn Einzel- und 15  Doppeltitel gewinnen konnte.
Auf der WTA Tour trat sie erstmals 2012 an. Sie erhielt für die Qualifikation der Sony Swedish Open 2012 eine Wildcard; sie scheiterte bereits in der ersten Runde an Annika Beck. Ein Jahr später verlor sie bei den Collector Swedish Open 2013, erneut mit einer Wildcard ausgestattet, wiederum in der ersten Qualifikationsrunde (gegen die Ukrainerin Tetjana Arefyewa). Im Doppel scheiterte sie mit ihrer Partnerin Cornelia Lister ebenfalls in der ersten Runde. In der Qualifikation zu den Collector Swedish Open 2015 kam das Aus abermals in der ersten Qualifikationsrunde.
Im Jahr 2016 spielte Cabaj Awad erstmals für die schwedische Billie-Jean-King-Cup-Mannschaft; ihre Billie-Jean-King-Cup-Bilanz weist bislang 9 Siege bei 11 Niederlagen aus.

## Turniersiege

### Einzel
| Nr. | Datum             | Turnier             | Kategorie   | Belag             | Finalgegnerin              | Ergebnis       |
| --- | ----------------- | ------------------- | ----------- | ----------------- | -------------------------- | -------------- |
| 1.  | 31. Mai 2015      | Scharm asch-Schaich | ITF $10.000 | Hartplatz         | Alice Matteucci            | 4:6, 6:1, 6:3  |
| 2.  | 11. Oktober 2015  | Scharm asch-Schaich | ITF $10.000 | Hartplatz         | Freya Christie             | 2:6, 7:65, 6:4 |
| 3.  | 17. Juli 2016     | Scharm asch-Schaich | ITF $10.000 | Hartplatz         | Ioana Diana Pietroiu       | 7:62, 6:4      |
| 4.  | 5. November 2016  | Oslo                | ITF $10.000 | Hartplatz (Halle) | Amanda Carreras            | 6:3, 6:3       |
| 5.  | 16. Juli 2017     | Scharm asch-Schaich | ITF $15.000 | Hartplatz         | Ramu Ueda                  | 4:6, 6:3, 6:1  |
| 6.  | 23. Juli 2017     | Scharm asch-Schaich | ITF $15.000 | Hartplatz         | Mayar Sherif               | 6:74, 7:5, 6:4 |
| 7.  | 29. Oktober 2017  | Stockholm           | ITF $15.000 | Hartplatz (Halle) | Clara Tauson               | 6:4, 6:0       |
| 8.  | 14. Oktober 2018  | Scharm asch-Schaich | ITF $15.000 | Hartplatz         | Lamis Alhussein Abdel Aziz | 7:5, 6:3       |
| 9.  | 11. November 2018 | Monastir            | ITF $15.000 | Hartplatz         | Sarah Lee                  | 5:7, 6:3, 6:4  |
| 10. | 26. Mai 2024      | Estepona            | ITF W15     | Hartplatz         | Alice Gillan               | 6:2, 6:4       |

### Doppel
| Nr. | Datum              | Turnier                    | Kategorie   | Belag     | Partnerin                | Finalgegnerinnen                            | Ergebnis          |
| --- | ------------------ | -------------------------- | ----------- | --------- | ------------------------ | ------------------------------------------- | ----------------- |
| 1.  | 12. Juli 2013      | Gexto                      | ITF $10.000 | Sand      | Cornelia Lister          | Ashley Keir Charlotte Roemer                | 6:2, 6:4          |
| 2.  | 12. September 2015 | Antalya                    | ITF $10.000 | Hartplatz | Kajsa Rinaldo Persson    | Sara Gimenez Fanny Östlund                  | 6:3, 6:4          |
| 3.  | 16. Juli 2016      | Scharm asch-Schaich        | ITF $10.000 | Hartplatz | Ana Veselinović          | Kateryna Sliusar Dhruthi Tatachar Venugopal | 6:4, 6:1          |
| 4.  | 20. August 2016    | Las Palmas de Gran Canaria | ITF $10.000 | Sand      | Marine Partaud           | Yvonne Cavalle-Reimers Charlotte Roemer     | 1:6, 7:5, [10:8]  |
| 5.  | 8. Oktober 2016    | Scharm asch-Schaich        | ITF $10.000 | Hartplatz | Jaqueline Adina Cristian | Alona Fomina Anna Morgina                   | 6:3, 7:5          |
| 6.  | 29. April 2017     | Antalya                    | ITF $15.000 | Sand      | Margot Yerolymos         | Amina Anschba Nina Kruijer                  | 7:65, 3:6, [10:8] |
| 7.  | 30. Juni 2018      | Guimarães                  | ITF $15.000 | Hartplatz | Karola Patricia Bejenaru | Zeel Desai Cristina Ene                     | 6:1, 6:0          |
| 8.  | 30. März 2019      | Scharm asch-Schaich        | ITF W15     | Hartplatz | İpek Soylu               | Gösäl Ainitdinowa Jekaterina Kasionowa      | 6:2, 6:4          |
| 9.  | 31. August 2019    | Batumi                     | ITF W15     | Hartplatz | Melis Sezer              | Weronika Falkowska Paulina Jastrzębska      | 7:63, 6:3         |
| 10. | 7. März 2020       | Kairo                      | ITF W15     | Hartplatz | Sandra Samir             | Zeel Desai Stefania Rogozińska Dzik         | 7:5, 6:2          |
| 11. | 5. Februar 2022    | Cancún                     | ITF W15     | Hartplatz | Ana Filipa Santos        | Astrid Cirotte Anastasia Sysoeva            | 6:4, 6:3          |
| 12. | 14. Mai 2022       | Varberg                    | ITF W25     | Sand      | Caijsa Wilda Hennemann   | June Björk Julita Saner                     | 6:1, 6:3          |
| 13. | 27. August 2022    | Oldenzaal                  | ITF W25     | Sand      | Caijsa Wilda Hennemann   | Rikke de Koning Marente Sijbesma            | 6:1, 6:3          |
| 14. | 25. Mai 2024       | Estepona                   | ITF W15     | Hartplatz | Marie Weckerle           | Gösäl Ainitdinowa Elina Nepli               | 6:4, 6:4          |
| 15. | 21. September 2024 | Scharm asch-Schaich        | ITF W15     | Hartplatz | Sandra Samir             | Salma Drugdová Briana Szabó                 | 6:4, 6:0          |